# فضيحة منتجات الدم الفاسدة لمكافحة فيروس العوز المناعي البشري (اليابان)
فضيحة منتجات الدم الفاسدة لمكافحة فيروس العوز المناعي البشري في اليابان Japanese HIV-tainted blood scandal (薬害エイズ事件 yakugai eizu jiken)، تشير إلى حادثة وقعت في الثمانينيات من القرن العشرين حيث أصيب ما بين ألف إلى ألفي مريض في اليابان فيروس العوز المناعي البشري من خلال منتجات الدم الفاسدة. ولقد تركز الجدل على استمرار استخدام منتجات الدم غير المعالجة بالحرارة بعد تطور أساليب المعالجة بالحرارة التي تحول دون انتشار العدوى. ولقد تم اتهام عدد من كبار المسؤولين في وزارة الصحة والرفاهية ومديرين تنفيذيين في الشركة المصنعة وطبيب كبير في مجال دراسة مرض الناعور بالقتل الخطأ.

## الخلفية التاريخية
إن متلازمة العوز المناعي المكتسب أو الإيدز هو مرض معدٍ ينتج عن الإصابة بـ فيروس العوز المناعي البشري. بيد أن الإيدز مرض لا يشفى منه. ولقد تم تسجيل أول ظهور لمرض شبيه بالإيدز في لوس أنجليس عام 1981.
لقد تم الإعلان رسميًا عن أول حالة إصابة بمرض الإيدز في اليابان عام 1985. ولكن مع بداية عام 1983، أخطرت معامل باكستر ترافينول (BTL) وزارة الصحة والرفاهية بأنها تعمل على تصنيع منتج دم جديد مرخص من إدارة الأغذية والأدوية (FDA) الأمريكية، وهذا المنتج تتم معالجته بالحرارة لقتل فيروس العوز المناعي البشري. ولقد أبدت معامل باكستر اهتمامها بترخيص هذا المنتج الجديد في اليابان. لكن شركة جرين كروس (ミドリ十字)، المصنع الياباني الأساسي لمنتجات الدم، اعترضت على أن هذا يمثل منافسة غير عادلة، حيث إنها «غير مستعدة لصناعة عوامل معالجة بالحرارة» بنفسها. وردت وزارة الصحة بطلب فحص منتجات الدم غير المعالجة والتجارب الإكلينيكية للمنتجات المعالجة بالحرارة وعمل حملة لزيادة التبرع المحلي بالدم. وفي الوقت نفسه قامت شركة جرين كروس بتوزيع خطابات «ضمان سلامة منتجات الدم غير المعالجة بالحرارة» على المرضى الذين يعاني معظمهم من الناعور.

## انتشار الإيدز في اليابان
لقد وقعت أول حالة معلومة للإصابة بفيروس العوز المناعي البشري في اليابان عام 1979، ولقد أصيب به مريض بالناعور وصف له الطبيب منتجات دم. وكان المريض الثاني هو ممثل ياباني كان يعيش بالخارج لعدة سنوات. كما تم تسجيل حالات أخرى مع بداية الثمانينيات وكانت لمرضى مصابين بالناعور أو من يمارسون المثلية الجنسية. بعد التغطية الإعلامية المكثفة لحالة امرأة ثبتت إصابتها بفيروس العوز المناعي البشري أصيبت به من خلال علاقة جنسية، أصبح المرض معلومًا جيدًا في اليابان وطلبت الحكومة إجراء دراسة عن الخلاف حول سلامة منتجات الدم.

## القضايا
قام عدد من مرضى الناعور الذين أصيبوا بفيروس العوز المناعي البشري في أوساكا وطوكيو برفع قضايا في شهري مايو وأكتوبر من عام 1989 ضد وزارة الصحة والرفاهية وخمس شركات أدوية يابانية. وفي عام 1994، تم اتهام الطبيب أب تاكيشي باتهامين بمحاولة قتل، وكان أب يرأس فريق أبحاث الإيدز التابع لوزارة الصحة عام 1983؛ ولقد ثبتت براءته عام 2005. واستقال أب من منصبه كنائب رئيس جامعة تيكيو.
في شهر يناير من عام 1996 تم تعيين كان ناوتو وزيرًا للصحة. ولقد قام بتشكيل فريق للبحث في الفضيحة، وفي غضون شهر تم الكشف عن تسعة ملفات تضم مستندات ترتبط بالفضيحة رغم ادعاء وزارة الصحة بعدم وجود مثل هذه المستندات. وبصفته الوزير، اعترف كان على الفور بالمسؤولية القانونية للوزارة وقدم اعتذارًا رسميًا لـ المدعين.
بينت التقارير التي كشفها فريق كان، انه بعد التقرير المتعلق بإمكانية وجود تلوث، قام المستورد الياباني بإعادة إستيراد منتجات الدم غير المعالجة. وعندما حاول المستورد تقديم تقرير لوزارة الصحة، أُخبر أن هذا التقرير غير ضروري. ولقد ادعت الوزارة «نقص الأدلة التي تشير إلى وجود صلة بين العدوى بفيروس العوز المناعي البشري واستخدام منتجات الدم غير المعالجة بالحرارة.» وبحسب أحد المسؤولين «لا يمكننا أن نعلن عن حقيقة يمكنها أن تثير المخاوف والقلاقل بين المرضى» [جي إي إن].
بحسب ما ورد في هذه الملفات، أوصت وزارة الصحة عام 1983 بحظر استيراد منتجات الدم والدم غير المعالج، والسماح فقط باستيراد المنتجات المعالجة بالحرارة في حالة الطوارئ. ولكن بعد مرور أسبوع تم سحب هذه التوصية لأنها تمثل «ضربة» لمسوقي منتجات الدم غير المعالجة في اليابان [أبدايك].
ولقد استوردت اليابان عام 1983 3.14 ملايين لتر من بلازما الدم من الولايات المتحدة لتستخدم في إنتاج منتجات الدم اليابانية، بالإضافة إلى استيراد 46 مليون وحدة من منتجات الدم الجاهزة. ولقد قيل إن منتجات الدم المستوردة لا تشكل خطرًا على الإصابة بفيروس العوز المناعي البشري، وتم استخدامها في اليابان حتى عام 1986. ولقد تم طرح المنتجات المعالجة بالحرارة في الأسواق حتى 1985، ولكن لم يتم سحب المنتجات الباقية من الأسواق ولم يتم إصدار تحذير من مخاطر استخدام المنتجات غير المعالجة. ومن ثم تم استهلاك تجهيزات الدم غير المعالجة المخزنة في المستشفيات وفي المبردات في منازل المرضى؛ ولقد تم تسجيل حالات لتشخيص الإصابة بالناعور لأول مرة في الفترة ما بين عامي 1985 و1986، ثم بدأت تلك الحالات العلاج وأصيبت لاحقًا بفيروس العوز المناعي البشري، رغم أنه كان من المعلوم أنه يمكن أن ينتقل هذا الفيروس عبر تجهيزات الدم غير المعالجة وأصبحت منتجات الدم المعالجة متوفرة ومستخدمة في ذلك الوقت.
في وقت مبكر من عام 1984 اكتشف العديد من اليابانيين المصابين بمرض الناعور أنهم مصابون بفيروس العوز المناعي البشري نتيجة استخدام تجهيزات الدم غير المعالجة، ولكن تم إخفاء هذه الحقيقة عن الشعب. حتى إن المرضى أنفسهم استمروا في تلقي «دعاية عمدية» قللت من مخاطر الإصابة بفيروس العوز المناعي البشري من منتجات الدم وأكدت على سلامتهم وشجعتهم على استخدام تلك المنتجات. ومن بين مرضى الناعور البالغ عددم 4500 مريض في اليابان، يقدر أن 2000 مريض قد أصيبوا بفيروس العوز المناعي البشري في الثمانينيات من تجهيزات الدم غير المعالجة [جي إي إن].

## الاتهامات
لقد ثبتت إدانة ماتسوشيتا رينزو، الرئيس السابق لمكتب الشئون الدوائية في وزارة الصحة والرفاهية، وإثنين من زملائه بتهمة الجهل المهني المفضي إلى الوفاة. ولقد حكم على ماتسوشيتا بالسجن لمدة عامين. كما تم اتهامه بالقتل. ويعد ماتسوشيتا، الذي أصبح رئيسًا لشركة جرين كروس بعد تقاعده، واحدًا من بين تسعة مسؤولين في وزارة الصحة السابقين الذي تقاعدوا للحصول على مناصب تنفيذية في صناعة الدم في اليابان منذ الثمانينيات من القرن العشرين، (انظر سياسية الباب الدوار).

## كتابات أخرى
- “AIDS,” in Encyclopædia Britannica Online
- Feldman, Eric A., and Ronald Bayer, eds, Blood Feuds: AIDS, Blood, and the Politics of Medical Disaster,” New York: Oxford University Press, 1999.
- Ikeda, Eriko. Society and AIDS, in Japan Quarterly vol. 42. January–March 1995.
- “Japan Sent Back HIV-Tainted Blood Products to US in '83,” in Japan Economic Newswire February 8, 1996.
- Updike, Edith Hill. “Anatomy of a Tragedy: An AIDS Scandal Shakes Up Japan, Inc.,” in Business Week, March 11, 1996.